# 서원중학교 (경기)
서원중학교(書院中學校)는 대한민국 경기도 용인시 수지구 상현동에 있는 공립 중학교이다.

## 학교 연혁
- 2001년 8월 2일 : 서원중학교 설립인가 (30학급)
- 2001년 9월 1일 : 초대 이재구 교장 취임
- 2001년 9월 1일 : 개교식 (3학급 편성)
- 2002년 2월 15일 : 제1회 졸업식 (10명)
- 2022년 9월 1일 : 제6대 이영기 교장 취임
- 2024년 1월 5일 : 제23회 졸업식(297명)
- 2024년 3월 4일 : 제24회 입학식(308명)

## 참고 자료
- 서원중학교 - 한국교육학술정보원 학교알리미